# 9К33 Оса

## Предназначение
Автономния войскови зенитно-ракетен комплекс 9К33М3 (наименование на НАТО SA-8 Gecko) се явява мобилна огнева единица, притежаваща високи маневрени възможности, достатъчна огнева мощ и защита от смущения, висока вероятност за поразяване на въздушните цели, летящи в зоната за поразяване на комплекса в широк скоростен интервал.
Комплекс 9К33М3 осигурява откриване и опознаване на цели в движение и на място, обстрелване на цели с една, или две ракети на място, или с кратко спиране при движение. Високата автономност и мобилност на комплекса се достига чрез разположение на апаратурата и зенитните управляеми ракети (ЗУР) на едно плаващо колесно шаси с висока проходимост. В състава на комплекса влизат бойни и технически средства.

## Състав

### Състав на бойните средства
-       Бойна машина 9А33М3;
-       Зенитна управляема ракета 9М33М3 (9М33М2);
-       Пункт за управление ПУ-12М.

### Състав на техническите средства:
-       Транспортно-зареждаща машина 9Т217БМ2;
-       Машина за техническо обслужване;
-       Юстировъчна машина;
-       Автоматизирана контролно-изпитателна подвижна станция;
-       Комплект наземно оборудване;
-       Тренажор.

## Основни характеристики на комплекса
-       Способ за насочване на ЗУР – радиокомандно теленасочване;
-       Зона за поразяване: по височина: от 25 до 5000 м; по далечина: от 1500 до 10000 м;
-       Вероятност за поразяване на неманевриращи цели с една ракета без смущения: до 0.96;
-       Количество целеви канали: 1;
-       Количество ракетни канали: 2;

## Описание на комплекса

### Бойна машина 9А33М3
Основен елемент на комплекса се явява бойната машина (БМ) 9А33М3, предназначена за откриване, опознаване, захват и съпровождане на цели, транспортиране, пуск и насочване на ЗУР. В основа на решението на основната задача за стрелба се използва радиолокационен метод за получаване на информация, което прави комплекса възможен за използване във всякакви метеорологични условия. Характерно за бойната машина е, че съчетава всички необходими елементи за един занитно-ракетен комплекс в едно високо проходимо мобилно шаси. Приблизителното тегло на БМ е около 18 тона. Запаса от гориво на БМ е за не по-малко от 250 км с включено време за работа на апаратурата на комплекса. Екипажът се състои от 5 души.
Състав на бойна машина 9А33М3:
-       Радиолокационна станция за откриване на цели (СОЦ) със система за стабилизация и наземен радиозапитвач (НРЗ);
-     Радиолокационна станция за съпровождане на цели (ССЦ);
-       Двуканална радиолокационна станция за визиране на ракетите (СВР);
-       Сметачно-решаващ прибор (СРП);
-       Двуканална радиолокационна станция за предаване на командите (СПК) към ракетата;
-       Система на стартовата автоматика (ССА) и пусково устройство (ПУ);
-       Система за функционален контрол;
-       Система за електрозахранване.
Апаратурата на БМ се разполага на колесно шаси (КШ 5937). Освен това, в състава на БМ са включени средства за свръзка, вентилационна система, система за отопление, противоатомна защита и система за гасене на пожари. На пусковите устройства се поставят шест ракети в транспортно-пускови контейнери. БМ може да бъде транспортирана чрез ЖП и воден транспорт, а също и чрез транспортен самолет Ил – 76.

### Зенитна управляема ракета 9М33М3
Едностепенната твърдогоривна зенитна управляема ракета 9М33М3 е предназначена за поразяване на пилотируеми и отделни видове безпилотни СВН, летящи както с дозвукова, така и със свръхзвукова скорост, с осколъчо-фугасно действие при взривяване на бойната част на ракетата.

### Пункт за управление ПУ-12М
Подвижният пункт за управление ПУ-12М (изделие 9С482М) е предназначен за приемане и предаване на телекодова информация за въздушната обстановка и управление на бойните действия. Същият осигурява бойна работа на място и в движение при всякакви атмосферни условия и широк температурен диапазон.

### Транспортно-зареждаща машина 9Т217М2
Транспортно-зареждащата машина 9Т217М2 е предназначена за зареждане (разреждане) на БМ с ракети в ТПК и гориво, тяхното временно съхранение и транспортиране.

## Варианти
- 9К33 Оса – базов вариант с четири ракети, приет на въоръжение през 1972. Максимален далечинен обсег – 12 км.
- 9К33М Оса М – подобрен военноморски вариант на 9К33, инсталиран на крайцери тип „Кара“, „Киев“, „Киров“, „Слава“ и „Кривак“.
- 9К33М2 Оса-АК – подобрен вариант от 1975 с шест ракети.
- 9К33М3 Оса-АКМ – подобрен вариант от 1980 с далечинен обсег от 15 km и височинен обсег от 12 км, както и антена за идентификация „свой-чужд“.
- Саман/Саман-М – тренировъчни варианти.

## Оператори
- Азербайджан
- Алжир
- Армения
- Беларус – 200+[1]
- България – 24
- Грузия
- Гърция
- Еквадор
- Индия
- Йордания
- Кувейт
- Либия
- Полша
- Румъния
- Русия – 550[2]
- Сирия
- Туркменистан – 40[3]